# 豪斯勒·卡罗伊
豪斯勒·卡罗伊（匈牙利語：Hauszler Károly，1952年3月19日—），匈牙利男子水球运动员。他曾代表匈牙利国家队参加1980年夏季奥林匹克运动会水球比赛，获得一枚铜牌。